# Monster Energy NASCAR All-Star Race
Das Monster Energy NASCAR All-Star Race (bis 2004 The Winston und später Nextel All-Star Challenge und Sprint All-Star Race) ist ein Rennen der NASCAR Cup Series, bei dem keine Punkte für die laufende Saison vergeben werden, der Gewinner jedoch ein Preisgeld in Höhe von rund einer Million US-Dollar erhält. Es wird jährlich auf dem North Wilkesboro Speedway in North Wilkesboro, North Carolina ausgetragen. Im Rahmen der Veranstaltung findet auch das Monster Energy Open, ein 50 Runden langes Qualifikationsrennen zum All-Star Race, statt.

## Das Event

### Startberechtigung
Qualifiziert sind die Renngewinner der vorigen sowie der aktuellen Saison und die letzten zehn Veranstaltungssieger. Auch ehemalige Meister der Cup Series sind teilnahmeberechtigt. Zwei weitere Startplätze werden vergeben an den Erst- und Zweitplatzierten des Monster Energy Open. Ein weiterer Startplatz wird in einer Fanabstimmung vergeben. In dieser kann für alle Fahrer votiert werden, die im Vorjahr in den Top 50 waren, oder sich im aktuellen Jahr an der Qualifikation zu einem Rennen versuchten. Somit ergibt sich ein Fahrerfeld von etwa 20 Piloten.

### Format
Die All-Star-Rennen sind in der Regel relativ kurze Veranstaltungen mit einer Distanz von 70 bis 100 Runden, die in mehrere Segmente eingeteilt sind. Am Ende eines Segments wird eine Gelbphase eingeleitet. 
Im Jahr 2010 war das Rennen in vier Segmente aufgeteilt. Das erste Segment betrug 50 Runden mit einem Pflichtboxenstopp unter grüner Flagge in Runde 25. Die Segment zwei und drei waren jeweils 20 Runden lang. Zwischen den ersten drei Segmenten waren jeweils optionale Boxenstopps erlaubt. Am Ende des dritten Segments wurde erneut die gelbe Flagge geschwenkt. Während einer zehnminütigen Unterbrechung hatten die Teams daraufhin letztmals die Möglichkeit, Änderungen am Fahrzeug vorzunehmen, ehe ein letztes, zehn Runden langes Segment begann, in dem Runden unter gelber Flagge nicht gezählt wurden.

### Rennstrategie
Das Rennen zählt nicht zur Meisterschaft, das hohe Preisgeld für den Sieg ist die Hauptmotivation. Teams bringen daher oft ihre letzten, eventuell nicht ganz ausgereiften, technischen Entwicklungen zum Rennen, da Standfestigkeit weniger gefragt ist. Es gibt nichts zu verlieren, nur der Sieg zählt. 

Um zu gewinnen, ist es unerlässlich, das letzte Segment (zehn Runden unter Grün) bereits in einer guten Startposition zu beginnen. Damit kommt dem vorletzten Segment hohe Bedeutung zu und einige Teams versuchen bereits vor diesem Segment, keinen Stop an der Box durchzuführen, sondern lieber eine gute Position im Feld zu erlangen. Dies bedeutet jedoch auch, 50 Runden oder mehr mit demselben Reifensatz zu fahren, wodurch ein beträchtlicher Nachteil hinsichtlich der Rundenzeiten entstehen kann.

## Gewinner

### The Winston / Nextel All-Star Challenge / Sprint All-Star Race / Monster Energy NASCAR All-Star Race
| Ausgabe                                     | Jahr | Datum   | Fahrer              | Automarke | Preisgeld (USD) | Distanz (Meilen) | Renndurchschnitt (mph) |
| ------------------------------------------- | ---- | ------- | ------------------- | --------- | --------------- | ---------------- | ---------------------- |
| The Winston                                 |      |         |                     |           |                 |                  |                        |
| I                                           | 1985 | 25. Mai | Darrell Waltrip     | Chevrolet | $20.000         | 105              | 161,184                |
| The Winston (Atlanta International Raceway) |      |         |                     |           |                 |                  |                        |
| II                                          | 1986 | 11. Mai | Bill Elliott        | Ford      | $240.000        | 126,3            | 159,123                |
| The Winston                                 |      |         |                     |           |                 |                  |                        |
| III                                         | 1987 | 17. Mai | Dale Earnhardt      | Chevrolet | $200.000        | 202,5            | 153,023                |
| IV                                          | 1988 | 22. Mai | Terry Labonte       | Chevrolet | $200.000        | 202,5            | 139,228                |
| V                                           | 1989 | 21. Mai | Rusty Wallace       | Pontiac   | $240.000        | 202,5            | 133,150                |
| VI                                          | 1990 | 20. Mai | Dale Earnhardt      | Chevrolet | $325.000        | 105              | 163,001                |
| VII                                         | 1991 | 19. Mai | Davey Allison       | Ford      | $325.000        | 105              | 168,75                 |
| VIII                                        | 1992 | 16. Mai | Davey Allison       | Ford      | $300.000        | 105              | 132,678                |
| IX                                          | 1993 | 22. Mai | Dale Earnhardt      | Chevrolet | $222.500        | 105              | 139,690                |
| The Winston Select                          |      |         |                     |           |                 |                  |                        |
| X                                           | 1994 | 21. Mai | Geoffrey Bodine     | Ford      | $250.000        | 105              | 115,561                |
| XI                                          | 1995 | 22. Mai | Jeff Gordon         | Chevrolet | $ 300.000       | 105              | 148,410                |
| XII                                         | 1996 | 20. Mai | Michael Waltrip     | Ford      | $211.200        | 105              | 162,721                |
| The Winston                                 |      |         |                     |           |                 |                  |                        |
| XIII                                        | 1997 | 17. Mai | Jeff Gordon         | Chevrolet | $207.500        | 105              | 157,895                |
| XIV                                         | 1998 | 16. Mai | Mark Martin         | Ford      | $257.500        | 105              | –                      |
| XV                                          | 1999 | 22. Mai | Terry Labonte       | Chevrolet | $297.500        | 105              | –                      |
| XVI                                         | 2000 | 20. Mai | Dale Earnhardt, Jr. | Chevrolet | $515.000        | 105              | 167,035                |
| XVII                                        | 2001 | 19. Mai | Jeff Gordon         | Chevrolet | $515.000        | 105              | 185,022                |
| XVIII                                       | 2002 | 18. Mai | Ryan Newman         | Ford      | $794.326        | 135              | 110,005                |
| XIX                                         | 2003 | 17. Mai | Jimmie Johnson      | Chevrolet | $1.017.604      | 135              | 133,297                |
| NASCAR NEXTEL All-Star Challenge            |      |         |                     |           |                 |                  |                        |
| XX                                          | 2004 | 22. Mai | Matt Kenseth        | Ford      | $1.044.000      | 135              | 91,889                 |
| XXI                                         | 2005 | 21. Mai | Mark Martin         | Ford      | $1.101.325      | 135              | 113,951                |
| XXII                                        | 2006 | 20. Mai | Jimmie Johnson      | Chevrolet | $1.055.007      | 135              | 103,290                |
| XXIII                                       | 2007 | 19. Mai | Kevin Harvick       | Chevrolet | $1.031.539      | 120              | 89,091                 |
| NASCAR Sprint All-Star Race                 |      |         |                     |           |                 |                  |                        |
| XXIV                                        | 2008 | 17. Mai | Kasey Kahne         | Dodge     | $1.037.935      | 150              | 120,113                |
| XXV                                         | 2009 | 16. Mai | Tony Stewart        | Chevrolet | $1.033.656      | 150              | 156,809                |
| XXVI                                        | 2010 | 22. Mai | Kurt Busch          | Dodge     | $1.078.309      | 150              | 94,175                 |
| XXVII                                       | 2011 | 21. Mai | Carl Edwards        | Ford      | $1.203.000      | 150              | 127,841                |
| XXVIII                                      | 2012 | 19. Mai | Jimmie Johnson      | Chevrolet | $1.071.340      | 135              | 92,045                 |
| XXIX                                        | 2013 | 18. Mai | Jimmie Johnson      | Chevrolet | $1.039.175      | 135              | 90,672                 |
| XXX                                         | 2014 | 17. Mai | Jamie McMurray      | Chevrolet | $1.035.734      | 135              | 100,517                |
| XXXI                                        | 2015 | 16. Mai | Denny Hamlin        | Toyota    | $1.045.009      | 165              | 106,452                |
| XXXII                                       | 2016 | 21. Mai | Joey Logano         | Ford      | $1.045.009      | 169.5            | 98.103                 |
| Monster Energy NASCAR All-Star Race         |      |         |                     |           |                 |                  |                        |
| XXXIII                                      | 2017 | 21. Mai | Kyle Busch          | Toyota    | $1.045.009      | 105              | 86.558                 |

### Winston Open / NEXTEL Open / Sprint Showdown / Monster Energy Open
| Jahr                                                 | Datum   | Fahrer                | Automarke  | Preisgeld (USD) | Distanz (Meilen) | Renndurchschnitt (mph) |
| ---------------------------------------------------- | ------- | --------------------- | ---------- | --------------- | ---------------- | ---------------------- |
| Atlanta Invitational (Atlanta International Raceway) |         |                       |            |                 |                  |                        |
| 1986                                                 | 11. Mai | Benny Parsons         | Oldsmobile | $75.000         | 152,2            | 157,358                |
| Winston Open                                         |         |                       |            |                 |                  |                        |
| 1987                                                 | 17. Mai | Buddy Baker           | Oldsmobile | $30.000         | 150              | 124,826                |
| 1988                                                 | 22. Mai | Sterling Marlin       | Oldsmobile | $30.000         | 150              | 135,610                |
| 1989                                                 | 21. Mai | Sterling Marlin       | Oldsmobile | $30.000         | 150              | 140,919                |
| 1990                                                 | 20. Mai | Dick Trickle          | Pontiac    | $30.000         | 201              | 142,919                |
| 1991                                                 | 19. Mai | Michael Waltrip       | Pontiac    | $30.000         | 201              | 135,887                |
| 1992                                                 | 16. Mai | Michael Waltrip       | Pontiac    | $28.000         | 75               | 138,12                 |
| 1993                                                 | 22. Mai | Sterling Marlin       | Ford       | $28.000         | 75               | 139,535                |
| Winston Select Open                                  |         |                       |            |                 |                  |                        |
| 1994                                                 | 21. Mai | Jeff Gordon           | Chevrolet  | $28.000         | 75               | 130,372                |
| 1995                                                 | 22. Mai | Todd Bodine           | Ford       | $28.000         | 75               | 119,734                |
| 1996                                                 | 20. Mai | Jimmy Spencer         | Ford       | $28.000         | 75               | 154,905                |
| Winston Open                                         |         |                       |            |                 |                  |                        |
| 1997                                                 | 17. Mai | Ricky Craven          | Chevrolet  | $28.000         | 75               | 172,855                |
| 1998                                                 | 16. Mai | Jeremy Mayfield       | Ford       | $59.096         | 75               | 140,552                |
| 1999                                                 | 22. Mai | Tony Stewart          | Pontiac    | $33.460         | 75               | 135,064                |
| 2000                                                 | 20. Mai | Steve Park            | Chevrolet  | $35.000         | 45               | 117,094                |
| 2001                                                 | 19. Mai | Johnny Benson         | Pontiac    | $40.000         | 45               | 181,257                |
| 2002                                                 | 18. Mai | Jeremy Mayfield       | Dodge      | $54.326         | 45               | 148,216                |
| 2003                                                 | 17. Mai | Jeff Burton           | Ford       | $52.388         | 45               | 83,381                 |
| Nextel Open                                          |         |                       |            |                 |                  |                        |
| 2004                                                 | 22. Mai | Sterling Marlin       | Dodge      | $55.999         | 45               | –                      |
| 2005                                                 | 21. Mai | Brian Vickers         | Chevrolet  | $53.325         | 45               | 95,688                 |
| 2006                                                 | 20. Mai | Scott Riggs           | Dodge      | $53.534         | 45               | 95,801                 |
| 2007                                                 | 19. Mai | Martin Truex junior   | Chevrolet  | $52.386         | 60               | 79,063                 |
| Sprint Showdown                                      |         |                       |            |                 |                  |                        |
| 2008                                                 | 17. Mai | A. J. Allmendinger    | Toyota     | $57.575         | 60               | 88,779                 |
| 2009                                                 | 16. Mai | Sam Hornish junior    | Dodge      | $51.525         | 60               | 83,205                 |
| 2010                                                 | 22. Mai | Martin Truex junior   | Toyota     | $51.760         | 60               | 103,597                |
| 2011                                                 | 21. Mai | David Ragan           | Ford       | $46.925         | 60               | 84,309                 |
| 2012                                                 | 19. Mai | Dale Earnhardt junior | Chevrolet  | $52.160         | 60               | 125.581                |
| 2013                                                 | 18. Mai | Jamie McMurray        | Chevrolet  | $50.915         | 60               | 138.196                |
| 2014                                                 | 16. Mai | Clint Bowyer          | Toyota     | $49.992         | 60               | 117.711                |
| 2015                                                 | 15. Mai | Clint Bowyer          | Toyota     | $46.565         | 60               | 102.370                |
| 2016                                                 | 21. Mai | Kyle Larson           | Chevrolet  | $46.565         | 75               | 82.924                 |
| Monster Energy Open                                  |         |                       |            |                 |                  |                        |
| 2017                                                 | 20. Mai | Daniel Suárez         | Toyota     | $46.565         | 75               | 74.606                 |